# Valtellina Superiore
Valtellina Superiore è la  denominazione di origine controllata e garantita di un vino rosso prodotto in provincia di Sondrio.

## Zona di produzione
La zona di produzione delle uve comprende le aree vitate presenti nei comuni di  Ardenno, Berbenno, Bianzone, Buglio in Monte, Castione Andevenno, Chiuro, Montagna in Valtellina, Poggiridenti, Ponte in Valtellina, Postalesio, Sondrio, Teglio, Tirano, Tresivio e Villa di Tirano.

### Sottozone
Le sottozone hanno esclusivamente rilevanza geografica e storica.
- Maroggia si trova nel comune di Berbenno. Comprende circa 25 ha [2]
- Sassella si trova tra il comune di Castione Andevenno e la periferia di Sondrio. Comprende circa 100 ha [2]
- Grumello si trova a nord-est di Sondrio. Comprende circa 80 ha[2]
- Inferno si distende a est di Sondrio. Comprende circa 55 ha[2]
- Valgella si trova nel comune di Chiuro. Comprende circa 140 ha[2]

## Storia
Nell'antichità la Valtellina è stata in successione abitata da Celti, romani e Longobardi: tutti popoli che conoscevano e praticavano la viticoltura per cui resta difficile datare la introduzione della vite nella zona. La sua intensificazione però è sicuramente riconducibile all'epoca romana, poi ripresa nel medioevo (sec. X e XI) dai magistri comacini e dai monaci benedettini. Risulta che il Monastero Sant'Ambrogio di Milano era proprietario di vigne nellavalle.
Dal 1550 al 1797 la Valtellina fu occupata dalla Lega Grigia, divenuta poi parte del Cantone svizzero dei Grigioni, che diede grande impulso alla viticoltura ed all'esportazione dei vini prodotti verso le corti del centro e nord Europa.

## Tecniche di produzione
Le operazioni di vinificazione e di invecchiamento devono essere effettuate nei comuni su cui ricade il disciplinare, in quelli confinanti o in stabilimenti preventivamente autorizzati ricadenti nella provincia di Sondrio.
L'invecchiamento del vino è autorizzato anche nei comuni svizzeri di Brusio e Poschiavo; per esse si può aggiungere solamente la menzione "Stagafassli".
In etichetta può essere utilizzata la menzione "vigna"; è obbligatorio segnalare l'annata di produzione. Sono ammesse le bottiglie bordolesi e borgognotte.

## Disciplinare
La DOC è stata approvata con DPR 11.08.1968 G.U. 244

La DOCG è stata riconosciuta con DM 24.06.1998 G.U. 159
Successivamente il disciplinare ha subito le seguenti modifiche:
- DM 11.11.2002 G.U. 278
- DM DM 17.02.2004 G.U. 50
- DM DM 25.01.2010 G.U. 33
- DM 30.11.2011 G.U. 295
- DM 12.07.2013 Pubblicato sul sito ufficiale del Mipaaf
- DM DM 28.10.2013 Pubblicato sul sito ufficiale del Mipaaf
- DM DM 7.03.2014 Pubblicato sul sito ufficiale del Mipaaf
- PM 12.07.2017

La versione in vigore è stata approvata con PM 12.07.2019  pubblicato sul sito ufficiale del Mipaaf

## Tipologie

### Valtellina Superiore
Le sottozone e le menzioni "Chiavennasca" e "Stagafassli" seguono le caratteristiche tecniche generali; per la menzione "riserva" varia solamente la durata dell'invecchiamento.
| uvaggio                        | Nebbiolo (localmente chiamato Chiavennasca), minimo 90%                                 |
| titolo alcolometrico minimo    | 12,00%                                                                                  |
| acidità totale minima          | 4,00 g/l.                                                                               |
| estratto secco minimo          | 23,00 g/l                                                                               |
| resa massima di uva per ettaro | 80 q.                                                                                   |
| resa massima di uva in vino    | 70%                                                                                     |
| invecchiamento                 | ventiquattro mesi, di cui dodici in botti di legno; tre anni per la menzione "riserva". |

#### Caratteristiche organolettiche
Di un bel colore granato brillante e un bouquet complesso di confettura di lampone, rosa e amarena matura, con sapore pieno, morbido e vellutato, ha un gusto finale prugna essiccata e spezie.

#### Abbinamenti consigliati
Perfetto con agnello, cacciagione e formaggi stagionati.